# Boxerlied
Boxerlied (Das Herz eines Boxers) ist der Titelschlager zum frühen deutschen Ton-Sportfilm Liebe im Ring, den Reinhold Schünzel 1930 mit dem Schwergewichts-Champion Max Schmeling gedreht hat.
Der Kinokapellmeister Artur Guttmann hat ihn geschrieben und Fritz Rotter, der auch am Drehbuch beteiligt war, hat den Text dazu gedichtet. Das „Boxerlied“ erschien in Berlin im „Alrobi“ Verlag des österreichischen Musikverlegers Armin Robinson.
Der Kehrreim des Liedes lautet:
Das Herz eines Boxers kennt nur eine Liebe:

Den Kampf um den Sieg ganz allein.

Das Herz eines Boxers kennt nur eine Sorge:

Im Ring stets der erste zu sein.

Und schlägt einmal sein Herz für eine Frau,

stürmisch und laut:

Das Herz eines Boxers muß alles vergessen,

sonst schlägt ihn der Nächste knock out!
In der Schallplattenaufnahme von 1930 auf Electrola wird das Marschlied von Max Schmeling, Kurt Gerron und Hugo Fischer-Köppe gemeinschaftlich vorgetragen. Gerron und Fischer-Köppe singen die Verse und Schmeling deklamiert den Refrain.
Das „Boxerlied“ wurde rasch über den Film hinaus ein Schlager, und noch im gleichen Jahr erschienen cover-Versionen von anderen Künstlern, z. B. von dem Kabarett- und Refrainsänger Robert Koppel, den Theo Mackeben und sein Jazzorchester begleiteten.
Es war auf dem Victor-label sogar in USA erhältlich.

## Kritik und Nachleben
Der Kabarettist und Literat Hans Reimann besprach die Platte 1930 in seiner Rubrik in der Kulturzeitschrift “Der Querschnitt” unter der Überschrift „Sport auf Schallplatten“.
Weniger nachsichtig gehen heutige Kritiker mit Schmelings Vortrag und dem „Boxerlied“ um.
So findet Volker Kluge 2004 die Musik von Guttmann zwar „ausgezeichnet“, Rotters Text darauf aber „infantil“.
Burkhard Sonnenstuhl attestiert 2007 zwar dem Lied ein Fortleben bis in die heutige Zeit, mag Schmelings Leistung als Refrainsänger – wie bereits Kluge – jedoch nur als „Sprechgesang“ bewerten.
In dieselbe Kerbe schlägt auch der Autor „bat“ in der Frankfurter Allgemeine Zeitung Nr. 30 vom 5. Februar 2005: er gesteht Schmeling bei seinem „unbeholfenen und doch souveränen Sprechgesang“, dem er immerhin „skurrilen Reiz“ abgewinnen kann, dabei eine “ungelenke, dadurch nur um so beeindruckenderen Würde” zu.
Wolfgang Wicht schrieb am 14. März 2012 in der Zeitung “Thüringer Allgemeine”: “Max Schmeling, Kurt Gerron und Hugo Fischer-Köppe sangen in dem Film „Liebe im Ring“ von 1930 einen Song mit dem Refrain „Das Herz eines Boxers kennt nur eine Liebe, den Kampf um den Sieg ganz allein“. Das Lied ging in das Kulturgut des deutschen Schlagers ein.”
Dieses Lied wurde inzwischen auch von mehreren Gegenwartskünstlern wieder aufgegriffen, u. a. von der hannoveraner punk band “Abstürzende Brieftauben”, von “K.A.O.H. feat. Max” und von Roger Baptist in seinem Projekt „Rummelsnuff“.
Der deutsche Dramatiker Lutz Hübner nannte noch 1996 sein im Ernst Klett-Verlag erschienenes Jugendtheaterstück nach der Refrainzeile des „Boxerliedes“ von 1930 „Das Herz eines Boxers“.
Hinter dem „Boxerlied“ etwas zurück trat der zweite Tonfilmschlager von Will Meisel, von dem auch die Illustrationsmusik zu „Liebe im Ring“ stammte: es war ein Tango mit dem Titel »Heute tanz' ich nur mit dir«, dessen Worte Kurt Schwabach dichtete und der nicht den Bekanntheitsgrad des Boxerliedes erreichte.

## Tondokumente (Beispiele)
- Electrola E.G.1765 (mx. BLR 6054-I) Boxerlied aus dem Terra-Tonfilm “Liebe im Ring” (Guttmann – Rotter) Max Schmeling, Hugo Fischer-Koeppe und Kurt Gerron, mit Orchester, Leitung Clemens Schmalstich, aufgenommen 13. Februar 1930, Berlin Beethovensaal
- Ultraphon A 379 (mx. 10 701) Boxerlied aus dem Tonfilm “Liebe im Ring” (Guttmann – Rotter) Theo Mackeben mit seinem Jazz-Orchester. Refraingesang: Robert Koppel. Aufgenommen Mitte Februar 1930, Berlin, Studio Wilhelmsaue

Wiederveröffentlichung:
- Das Herz eines Boxers 7" Single EMI Odeon E 21 775 (45/min) – 1959